# 比弗城 (印地安納州)
比弗城（英語：Beaver City）是位於美國印地安納州牛頓縣的一個非建制地區。該地的面積和人口皆未知。

## 歷史
比弗城於1893年成立，名稱來自本地的比弗大草原。
當地郵局1866年開始運作，1913年結束運作。